# Tomasz Rusak
Tomasz Rusak (ur. 1976 w Białymstoku) – polski naukowiec, biochemik, doktor habilitowany nauk medycznych, adiunkt Zakładu Chemii Fizycznej UMB

## Życiorys
W 2000 ukończył studia chemiczne na Uniwersytecie w Białymstoku, po czym rozpoczął pracę w Zakładzie Chemii Fizycznej Akademii Medycznej w Białymstoku na stanowisku asystenta. W 2004 r pod kierunkiem dr hab. Mariana Tomasiaka z Zakładu Chemii Fizycznej AMB obronił pracę doktorską "Poszukiwanie  mechanizmu(ów) oddziaływania nadtlenoazotynu na płytki krwi" uzyskując stopień naukowy doktora nauk medycznych. W 2018 na podstawie osiągnięć naukowych i złożonej rozprawy "Kinetyka procesu obkurczania skrzepu. Rola płytek krwi oraz reaktywnych form tlenu i azotu" uzyskał stopień naukowy doktora habilitowanego nauk medycznych. Od 2019 pełni obowiązki kierownika Zakładu Chemii Fizycznej Uniwersytetu Medycznego w Białymstoku. Członek Rady Wydziału Farmaceutycznego UMB, Rady Programowej na kierunku Analityka Medyczna oraz Komisji Nostryfikacyjnej Wydziału Farmaceutycznego z Oddziałem Medycyny Laboratoryjnej UMB. Od 8 listopada 2022 członek zarządu Białostockiego Oddziału Polskiego Towarzystwa Biochemicznego